# Берт Тойхерт
Берт Тойхерт (нім. Bert Teuchert; нар. 1 вересня 1966, Фрайбург) — німецький боксер, призер чемпіонатів світу та Європи серед аматорів.

## Аматорська кар'єра
1989 року завоював бронзову медаль на чемпіонаті Європи.
- У чвертьфіналі переміг Хосе Ортегу (Іспанія) — 4-1
- У півфіналі програв Акселю Шульцу (НДР) — 0-5

На чемпіонаті світу 1989 теж завоював бронзову медаль.
- У чвертьфіналі переміг Хосе Ортегу (Іспанія) — RSC 1
- У півфіналі програв Євгену Судакову (СРСР) — 1-8

На Кубку світу 1990 зайняв друге місце, програвши у фіналі Феліксу Савону (Куба).
На чемпіонаті світу 1991 програв у другому бою Че Сон Бе (Південна Корея).
На Олімпійських іграх 1992 в першому бою переміг Еліо Ібарра (Аргентина), а в другому програв Феліксу Савону (Куба) — 2-11.